# Convolvulus sarmentosus
Convolvulus sarmentosus är en vindeväxtart som beskrevs av Isaac Bayley Balfour. Convolvulus sarmentosus ingår i släktet vindor, och familjen vindeväxter. Inga underarter finns listade i Catalogue of Life.